# Vy Tåg

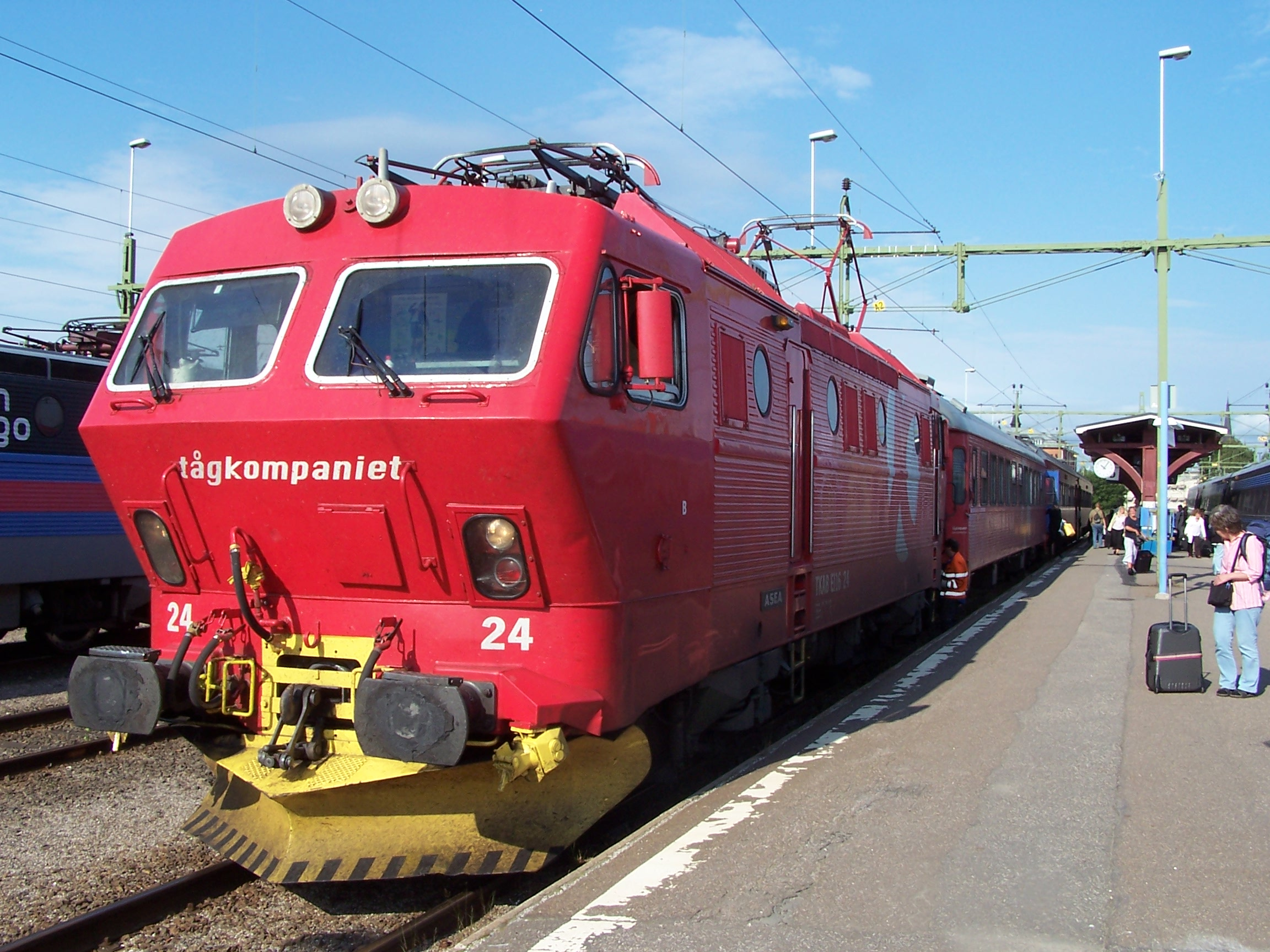
El16 24 in Sundsvall

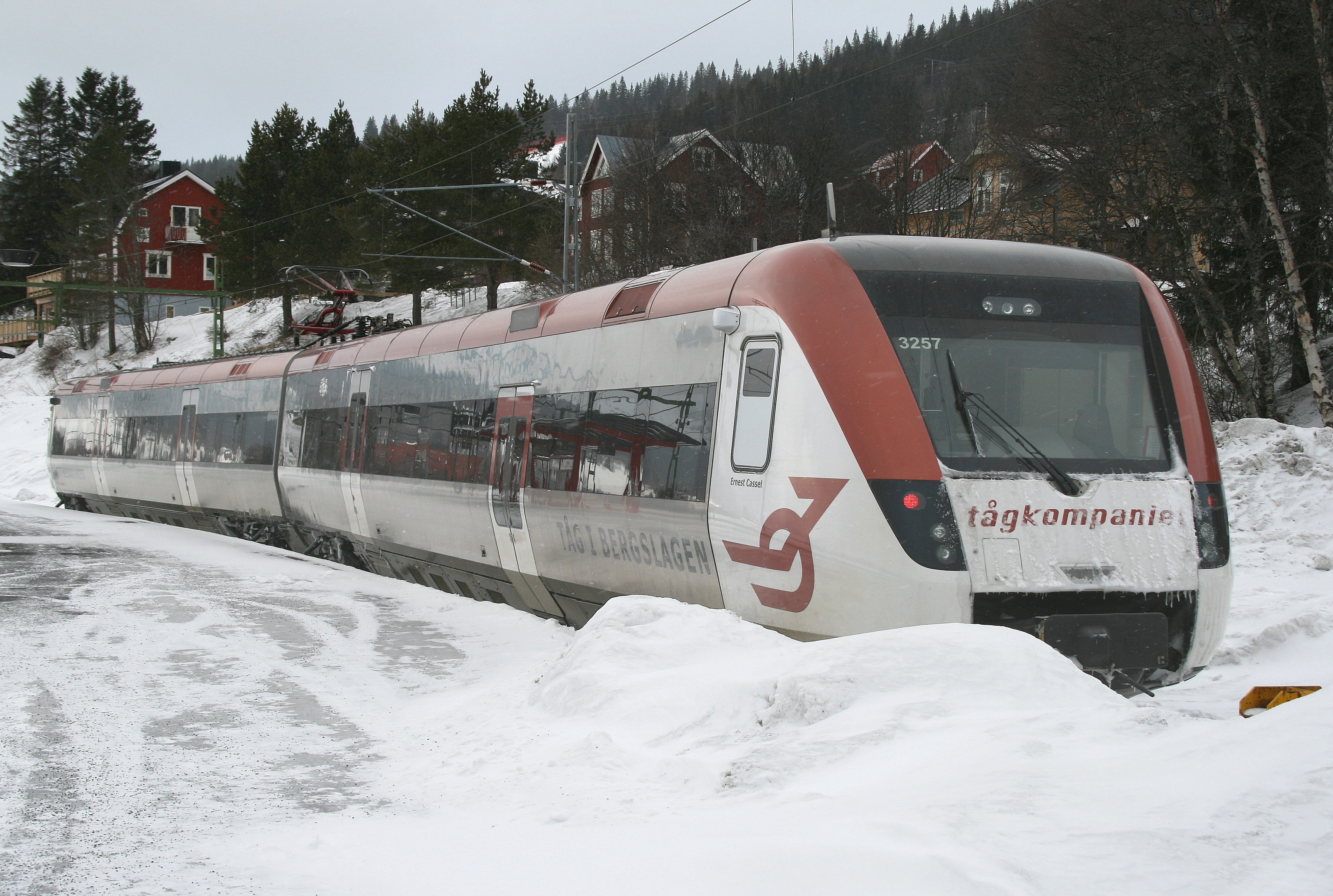
Zug in Åre

Vy Tåg AB, ehemals Tågkompaniet (TKAB) bzw. Svenska Tågkompaniet AB, ist eine Eisenbahnaktiengesellschaft mit Zugverkehr in Schweden. Sie gehört zum norwegischen Verkehrskonzern Vy.
Die TKAB wurde 1999 gegründet und hat ihren Hauptsitz in Gävle. Sie nahm ihren Betrieb im Jahr 2000 auf und bedient vor allem den Regional- und Lokalzugverkehr in Nordschweden. Nachdem sich die Norges Statsbaner (NSB) zuerst 2004 zu einem Drittel an der TKAB beteiligten (im Zusammenhang mit dem Ende der LINX-Kooperation zwischen NSB und der SJ AB), gehören der NSB seit Januar 2007 100 % der Aktien. Damals wurden ca. 260 Personen beschäftigt. 
Am 24. April 2019 wurde Tågkompaniet in Vy Tåg umbenannt, ähnlich wie andere Unternehmen, die zur NSB-Gruppe gehören.

## Ausschreibungen
1999 wurde der Nachtzug- und Regionalzugverkehr von/nach bzw. in Norrland ausgeschrieben. Die TKAB bewarb sich und gewann die Ausschreibungen bis zum Sommer 2003. Verschiedene weitere Strecken wurden ebenfalls übernommen und teilweise auch bereits wieder verloren. Tågkompaniet betreibt Züge für Tåg i Bergslagen, für X-Trafik sowie mit den Dänischen Staatsbahnen (DSB) durch die gemeinsame Tochtergesellschaft Roslagståget die Stockholmer Vorortsbahn Roslagsbanan.

### Strecken
Tåg i Bergslagen
- Morastrand–Mora–Borlänge
- Gävle–Falun–Borlänge–Ludvika–Örebro–Hallsberg–Mjölby
- Gävle–Avesta Krylbo–Fagersta–Örebro–Hallsberg
- Ludvika–Fagersta–Västerås

Värmlandstrafik
- (Örebro–)Kristinehamn–Karlstad–Kil–Charlottenberg(–Kongsvinger)
- (Karlstad–)Kil–Torsby
- Karlstad–Åmål (ein Zugpaar)

X-Tåget (X-Trafik)
- Gävle–Ljusdal
- Gävle–Sundsvall

### Verkehr nach Norwegen
Seit Januar 2005 führen NSB in enger Zusammenarbeit mit Tågkompaniet Hochgeschwindigkeitsverkehr zwischen Göteborg und Oslo durch (Bahnstrecke Mellerud/Skälebol–Kornsjö und Østfoldbanen). Der Zug wird von norwegischem Personal auf der schwedischen Strecke betrieben. Auf dem schwedischen Teil der Strecke zwischen Kornsjö, dem Grenzbahnhof nach Norwegen, und Göteborg, werden pro Jahr 385 000 Zugkilometer gefahren und 150 000 Personen befördert. Svenska Tågkompaniet ist mit 30 Angestellten Betreiber dieser Strecke mit allen Verpflichtungen. Dazu gehören die Betriebssteuerung, der Verkehr und die Überwachung und Durchführung aller von den schwedischen Sicherheitsbehörden erteilten Genehmigungen. Der Verkehr wird mit zwei norwegischen Schnelltriebwagen NSB BM73B geführt, dem mit 210 km/h schnellsten Zügen im schwedischen Schienennetz.